# Nogai al Turkvision Song Contest
Il Nogai ha debuttato nell'edizione del 2020. 

## Partecipazioni
- Primo posto
- Secondo posto
- Terzo posto
- Ultimo posto

| Anno                                    | Artista       | Canzone | Posizione | Punti | Note |
| --------------------------------------- | ------------- | ------- | --------- | ----- | ---- |
| Nessuna partecipazione dal 2013 al 2015 |               |         |           |       |      |
| 2020                                    | Žanna Musaeva | Munaima | 24        | 159   |      |